# Ilhas Desertas
Ilhas Desertas este o arie protejată (arie specială de conservare — SAC, sit de importanță comunitară — SCI) din Portugalia întinsă pe o suprafață de 11.457 ha, integral pe uscat.

## Localizare
Centrul sitului Ilhas Desertas este situat la coordonatele 32°30′00″N 16°29′30″W / 32.5°N 16.4916°V.

## Înființare
Situl Ilhas Desertas a fost declarat sit de importanță comunitară în iunie 1995 pentru a proteja 10 specii de plante și 28 de specii de animale. Situl a fost protejat și ca arie specială de conservare în octombrie 2009.

## Biodiversitate
Situată în ecoregiunile  și marină macaroneziană, aria protejată conține 4 habitate naturale: Golfuri mici largi și golfuri puțin adânci, Faleze cu floră endemică de pe coastele macaroneziene, Tufărișuri termo-mediteraneene și de pre-deșert, Peșteri marine scufundate complet sau parțial.
La baza desemnării sitului se află mai multe specii protejate:
- plante (10): Beta patula, Calendula maderensis, Chamaemeles coriacea, Convolvulus massonii, Maytenus umbellata, Monizia edulis, Musschia aurea, Phagnalon benettii, scilla madeirensis (Scilla maderensis), Semele maderensis
- păsări (24): ciocârlie-de-câmp (Alauda arvensis), Anthus berthelotii, stârc cenușiu (Ardea cinerea), pietruș (Arenaria interpres), Bulweria bulwerii, șorecarul comun (Buteo buteo), Calonectris diomedea, porumbel (Columba livia), prepeliță (Coturnix coturnix), lăstun de casă (Delichon urbica), egretă mică (Egretta garzetta), vânturel roșu (Falco tinnunculus), rândunică (Hirundo rustica), Larus michahellis, codobatură galbenă (Motacilla alba), codobatură de munte (Motacilla cinerea), Numenius phaeopus, Oceanodroma castro, pitulice de munte (Phylloscopus collybita), Pterodroma feae, Puffinus assimilis, Serinus canaria, chiră de baltă (Sterna hirundo), strigă (Tyto alba)
- mamifere (2): foca-călugăr (Monachus monachus), delfin mare (Tursiops truncatus)
- nevertebrate (1): Discus guerinianus
- reptile (1): Caretta caretta

Pe lângă speciile protejate, pe teritoriul sitului au mai fost identificate 28 de specii de plante, 23 de specii de nevertebrate, 1 specie de reptile.